# Frein par compression
Un frein par compression est un dispositif qui agit sur les soupapes d’un moteur Diesel pour améliorer l'effet du frein moteur. Ce dispositif laisse les soupapes d'échappement partiellement ouvertes pendant les quatre temps du moteur, réduisant la compression de l'air et empêchant ainsi le gazole de s'enflammer, bien que l'injection de carburant ne soit pas suspendue.

## Types de freins à compression
Il existe plusieurs fabricants de freins par compression dont les « freins Jacobs » ou « freins Jake » du nom de l'ingénieur américain à l'origine de son invention au début des années 1970. 
La société Jacobs Vehicle Systems (en) a par ailleurs annoncé en mars 2009 avoir vendu plus de 4 millions de système de freinage Jacobs depuis son invention en 1961.

## Description
Le frein par compression permet au moteur de générer un effet ralentisseur principalement au temps de compression puisque l'ouverture de la soupape d'échappement n'y est alors que d'environ 1 mm. L'énergie que le moteur absorbe pour comprimer l'air admis dans la chambre de combustion n'est pas "reperdue" au temps combustion.
En laissant les soupapes partiellement ouvertes, cela permet aussi de refroidir le moteur et donc d'éviter la surchauffe lors des longues descentes.
Ce genre de frein primaire n'est plus utilisé aujourd'hui que sur les gros moteurs des véhicules très lourds (convois exceptionnels, porte-chars, etc.) ou de chantier (grues automotrices, engins de carrières, etc.). Sur les poids lourds classiques, celui-ci a en effet été remplacé par des systèmes beaucoup plus efficaces comme la soupape à décharge constante ou la commande de distribution variable.

## Limitation légale

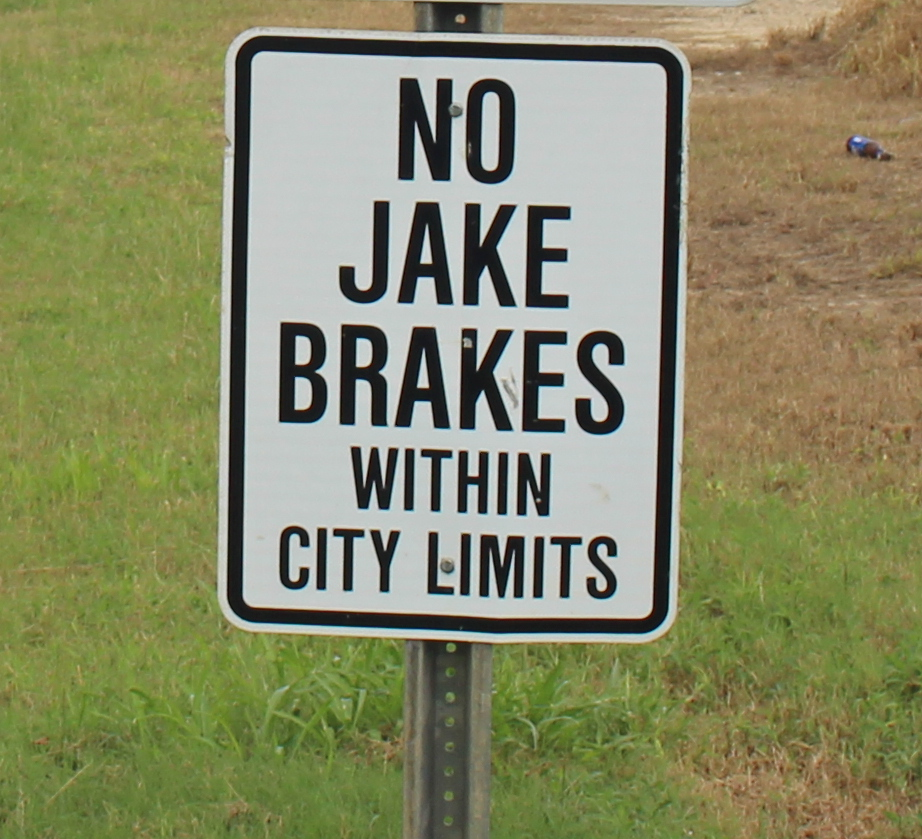
Panneau de signalisation aux États-Unis interdisant l'utilisation du frein par compression.

L'utilisation des freins moteurs par compression est source de pollution sonore, en raison d'un fort bruit d'échappement ressemblant alors à celui d'une mitrailleuse, en particulier sur les véhicules ayant des silencieux à haut débit ou pas de silencieux du tout. Plusieurs agglomérations interdisent donc ce genre de freinage dans les limites municipales. 

Les conducteurs sont informés par des panneaux routiers avant d'atteindre la zone d'interdiction et des amendes sont données aux contrevenants.